# Pays-de-Fontenay-Vendée
Le Pays-de-Fontenay-Vendée est une intercommunalité à fiscalité propre française située dans le département de la Vendée et la région des Pays de la Loire.
Créée le 1er janvier 2017, elle résulte de la fusion de la communauté de communes du Pays-de-Fontenay-le-Comte et de celle du Pays-de-l’Hermenault.

## Histoire
Dans le cadre de la loi du 7 août 2015 portant nouvelle organisation territoriale de la République (Notre), le Gouvernement élève à 15 000 habitants le seuil des intercommunalités à fiscalité propre dans le but d’obtenir des territoires plus cohérents, adaptés aux « bassins de vie » et dotés d’une capacité de mutualisation plus importante.
La communauté de communes du Pays-de-l’Hermenault, dotée de 4 867 habitants au recensement de 2013, était contrainte à s’associer avec une communauté de communes voisine. En conséquence, le schéma départemental de coopération intercommunale de la Vendée, proposé par le préfet en mars 2016, propose une fusion du Pays-de-l’Hermenault avec le Pays-de-Fontenay-le-Comte.
La communauté de communes est créée par un arrêté préfectoral du 16 décembre 2016, avec effet au 1er janvier 2017. Son nom, Pays-de-Fontenay-Vendée, est soumis à approbation et validé en septembre 2016.

## Territoire communautaire

### Géographie
Située au sud-est  du département de la Vendée, dans un territoire marqué du point de vue paysager par le Bas-Bocage, la Plaine et le Marais poitevin, l'intercommunalité Pays-de-Fontenay-Vendée regroupe 25 communes et s'étend sur 463,5 km2.

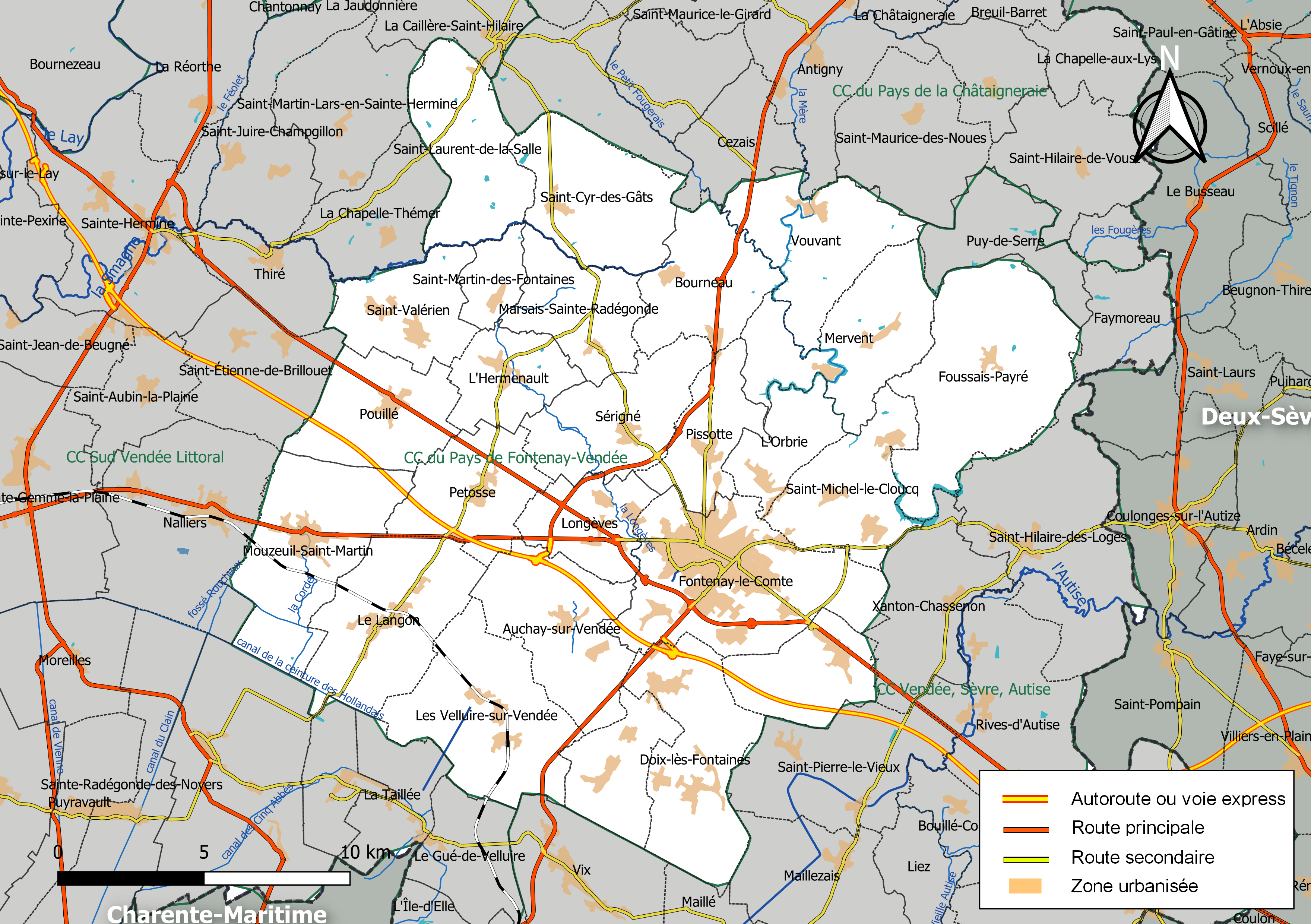
Carte de l'intercommunalité Pays-de-Fontenay-Vendée au 1er janvier 2019.

### Composition

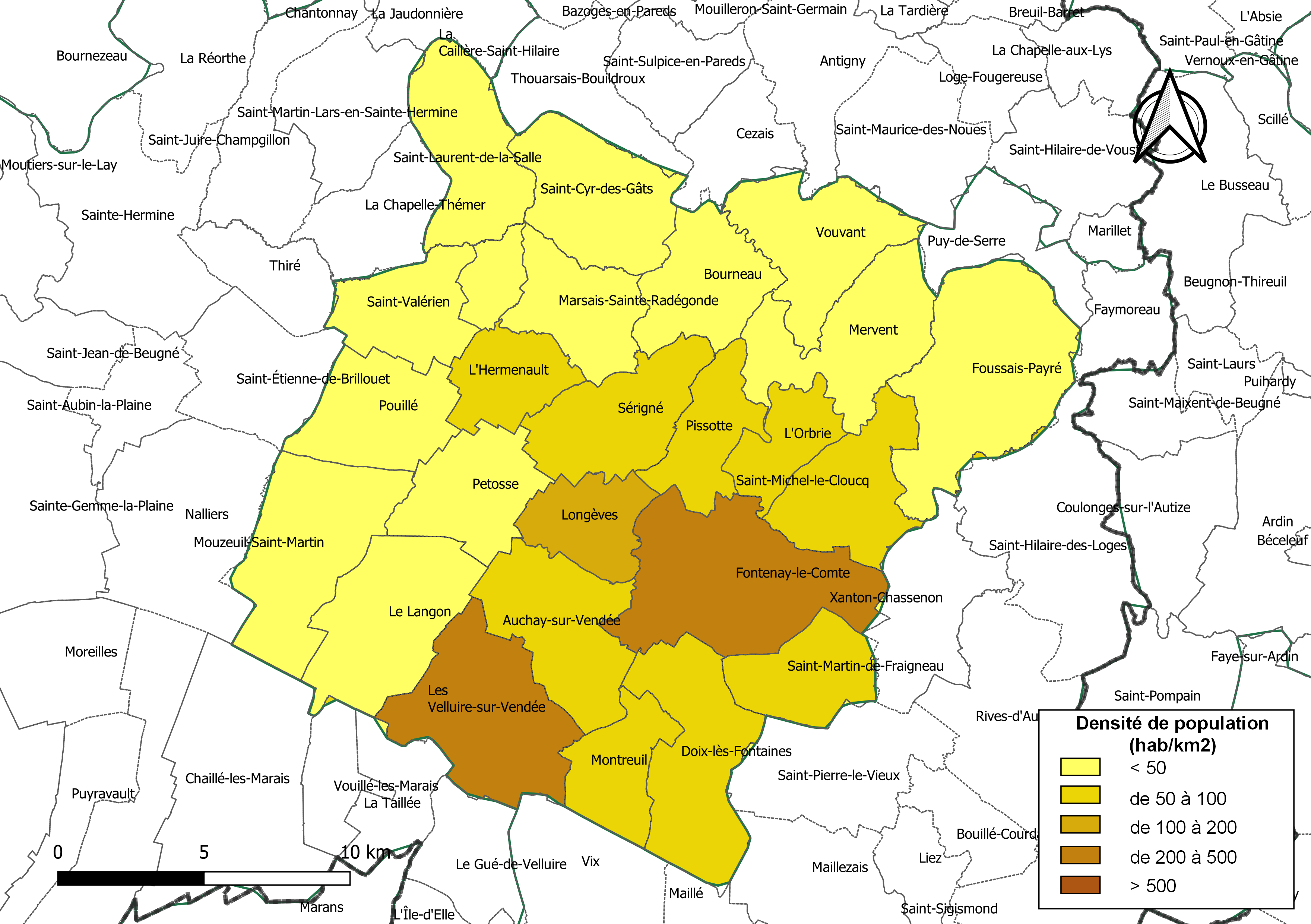
Carte des densités de population (millésimée 2016) des communes de l'intercommunalité Pays-de-Fontenay-Vendée. Composition en communes au 1er janvier 2019.

La communauté de communes est composée des 25 communes suivantes :

| Nom                        | Code Insee | Gentilé          | Superficie (km2) | Population (dernière pop. légale) | Densité (hab./km2) |
| -------------------------- | ---------- | ---------------- | ---------------- | --------------------------------- | ------------------ |
| Fontenay-le-Comte (siège)  | 85092      | Fontenaisiens    | 34,05            | 13 806 (2022)                     | 405                |
| Auchay-sur-Vendée          | 85009      |                  | 21,16            | 1 118 (2022)                      | 53                 |
| Bourneau                   | 85033      | Bournaisiens     | 16,36            | 717 (2022)                        | 44                 |
| Doix lès Fontaines         | 85080      |                  | 23,87            | 1 757 (2022)                      | 74                 |
| Foussais-Payré             | 85094      | Foussaisiens     | 34,42            | 1 176 (2022)                      | 34                 |
| L’Hermenault               | 85110      | Hermenaultais    | 11,42            | 903 (2022)                        | 79                 |
| Le Langon                  | 85121      | Langonnais       | 23,74            | 1 050 (2022)                      | 44                 |
| Longèves                   | 85126      | Longévois        | 11,72            | 1 360 (2022)                      | 116                |
| Marsais-Sainte-Radégonde   | 85137      |                  | 14,77            | 526 (2022)                        | 36                 |
| Mervent                    | 85143      | Merventais       | 22,23            | 1 073 (2022)                      | 48                 |
| Montreuil                  | 85148      | Montreuillais    | 12,03            | 820 (2022)                        | 68                 |
| Mouzeuil-Saint-Martin      | 85158      | Mouzeuillais     | 25,85            | 1 211 (2022)                      | 47                 |
| L’Orbrie                   | 85167      | Orbriens         | 9,63             | 801 (2022)                        | 83                 |
| Petosse                    | 85174      | Petossais        | 15,9             | 684 (2022)                        | 43                 |
| Pissotte                   | 85176      | Pissotois        | 11,96            | 1 144 (2022)                      | 96                 |
| Pouillé                    | 85181      | Pouilleuzais     | 17,48            | 643 (2022)                        | 37                 |
| Saint-Cyr-des-Gâts         | 85205      | Saint-Cyriens    | 21,08            | 543 (2022)                        | 26                 |
| Saint-Laurent-de-la-Salle  | 85237      | Saint-Laurentais | 19,22            | 394 (2022)                        | 20                 |
| Saint-Martin-de-Fraigneau  | 85244      | Tessonnais       | 13,56            | 802 (2022)                        | 59                 |
| Saint-Martin-des-Fontaines | 85245      |                  | 5,64             | 169 (2022)                        | 30                 |

Limites communales du territoire communautaire.

| Saint-Michel-le-Cloucq     | 85256      | Michelais        | 17,69            | 1 263 (2022)                      | 71                 |
| Saint-Valérien             | 85274      | Valérianais      | 14,3             | 549 (2022)                        | 38                 |
| Sérigné                    | 85281      | Sérignolais      | 18,69            | 1 029 (2022)                      | 55                 |
| Les Velluire-sur-Vendée    | 85177      |                  | 26,49            | 1 366 (2022)                      | 52                 |
| Vouvant                    | 85305      | Vouvantais       | 20,2             | 823 (2022)                        | 41                 |

### Instances administratives
Dépendant administrativement de l’arrondissement de Fontenay-le-Comte, les communes de l’intercommunalité appartiennent aux cantons de La Châtaigneraie, de Fontenay-le-Comte et de Luçon depuis le 2 avril 2015.

## Compétences
Le 1er juillet 2021, la communauté de communes devient autorité organisatrice de la mobilité en application de la loi d'orientation des mobilités et organise le réseau de bus Fontélys en lieu et place de la ville de Fontenay-le-Comte.

## Administration

### Siège
Le siège du Pays-de-Fontenay-Vendée se confond avec celui de la communauté de communes du Pays-de-Fontenay-le-Comte, situé au 16, rue de l’Innovation, à Fontenay-le-Comte.

### Conseil communautaire
À la suite de l’arrêté préfectoral portant création du Pays-de-Fontenay-Vendée, un autre, daté du 16 décembre 2016, entérine le nombre de délégués par commune au sein du conseil communautaire à compter du 1er janvier 2017.
Le 2 octobre 2018, un nouvel arrêté prend en compte la création de la commune nouvelle des Velluire-sur-Vendée au 1er janvier 2019.
| Commune                    | Nombre de délégués communautaires | Nombre de délégués communautaires |
| Commune                    | Au 1er janvier 2017               | Au 1er janvier 2019               |
| -------------------------- | --------------------------------- | --------------------------------- |
| Auchay-sur-Vendée          | 2                                 | 2                                 |
| Bourneau                   | 1                                 | 1                                 |
| Doix-lès-Fontaines         | 2                                 | 2                                 |
| Fontenay-le-Comte          | 20                                | 20                                |
| Foussais-Payré             | 1                                 | 1                                 |
| L’Hermenault               | 1                                 | 1                                 |
| Le Langon                  | 1                                 | 1                                 |
| Longèves                   | 2                                 | 2                                 |
| Marsais-Sainte-Radégonde   | 1                                 | 1                                 |
| Mervent                    | 1                                 | 1                                 |
| Montreuil                  | 1                                 | 1                                 |
| Mouzeuil-Saint-Martin      | 1                                 | 1                                 |
| L’Orbrie                   | 1                                 | 1                                 |
| Petosse                    | 1                                 | 1                                 |
| Pissotte                   | 1                                 | 1                                 |
| Le Poiré-sur-Velluire      | 1                                 | Commune supprimée                 |
| Pouillé                    | 1                                 | 1                                 |
| Saint-Cyr-des-Gâts         | 1                                 | 1                                 |
| Saint-Laurent-de-la-Salle  | 1                                 | 1                                 |
| Saint-Martin-de-Fraigneau  | 1                                 | 1                                 |
| Saint-Martin-des-Fontaines | 1                                 | 1                                 |
| Saint-Michel-le-Cloucq     | 2                                 | 2                                 |
| Saint-Valérien             | 1                                 | 1                                 |
| Sérigné                    | 1                                 | 1                                 |
| Velluire                   | 1                                 | Commune supprimée                 |
| Les Velluire-sur-Vendée    | —                                 | 2                                 |
| Vouvant                    | 1                                 | 1                                 |
|                            | 49 délégués                       | 49 délégués                       |

### Présidence
| Période         | Période         | Identité       | Étiquette   | Qualité                                  |
| --------------- | --------------- | -------------- | ----------- | ---------------------------------------- |
| 9 janvier 2017  | 13 juillet 2020 | Michel Tapon   | DVD         | Maire de Sérigné (2008-2020)             |
| 13 juillet 2020 | En cours        | Ludovic Hocbon | LR puis DVD | Maire de Fontenay-le-Comte (depuis 2020) |

## Projets et réalisations
La communauté de communes devrait appartenir au « pôle Centre-Atlantique », un pôle métropolitain dont La Rochelle sera le siège. Il devrait réunir huit intercommunalités à fiscalité propre (La Rochelle, le Niortais, Rochefort-Océan, le Val-de-Gâtine, Aunis-Atlantique, Aunis-Sud, le Haut-Val-de-Sèvre, Vendée-Sèvre-Autise et le Pays-de-Fontenay-Vendée).

## Identité visuelle
La communauté de communes se dote d’un logotype à compter de janvier 2017 (mis en place en décembre 2016).

Logotype (depuis 2017).